# Sophora interrupta
Sophora interrupta är en ärtväxtart som beskrevs av Richard Henry Beddome. Sophora interrupta ingår i släktet soforor, och familjen ärtväxter. Inga underarter finns listade i Catalogue of Life.